# 塔里木跳鼠
塔里木跳鼠（学名：Dipus deasyi），一种分布于中国西北地区的小型哺乳动物，隶属于啮齿目跳鼠科三趾跳鼠属。模式产地为新疆塔里木盆地。本种原被视为三趾跳鼠（Dipus sagitta） 的一个亚种，2018年中国学者基于系统发育分析和形态数据的分析结果，将本种提升为种。

## 形态特征
塔里木跳鼠尾长通常超过头体长的140%；身体背部呈沙土黄色。